# Lindenau (Leipzig)
Lindenau is een stadsdeel in het westen van de stad Leipzig, Saksen.
Het dorp Lindenau werd rond het jaar 1.000 gesticht en was lange tijd een klein dorpje. Vanaf de tweede helft van de 19de eeuw ontwikkelde Lindenau zich tot een industriestad en in 1891 werd Lindenau een stadsdeel van Leipzig. Rond 1920 woonde 10% van de stad Leipzig in Lindenau. De meeste inwoners waren arbeiders die in de fabrieken van Lindenau werkten. Ook tijdens de DDR-tijd was Lindenau een zeer belangrijk industriegebied. Er werd echter veel geïnvesteerd in oude industrie. Na de Duitse hereniging stortte de industrie in elkaar en vele inwoners verlieten Lindenau.

## Sport
Sportclub SV Lindenau 1848 is de tweede oudste sportclub van Leipzig en een van de oudste van Saksen. SpVgg 1899 Leipzig komt ook uit Lindenau en was bijzonder succesvol in het voetbal in de vooroorlogse periode toen de club verscheidene malen deelnam aan de eindronde om de landstitel en twee keer bij de laatste vier clubs zat. Tegenwoordig speelt de club geen rol van betekenis meer.
Abtnaundorf · Althen · Anger · Baalsdorf · Böhlitz · Bösdorf · Breitenfeld · Burghausen · Cleuden · Connewitz · Crottendorf · Dölitz · Dösen · Ehrenberg · Engelsdorf · Eutritzsch · Flickert · Göbschelwitz · Gohlis · Gottscheina · Großzschocher · Grünau · Gundorf · Hartmannsdorf · Heiterblick · Hirschfeld · Hohenheida · Holzhausen · Kleinpösna · Kleinzschocher · Knauthain · Knautkleeberg · Knautnaundorf · Lausen · Leutzsch · Liebertwolkwitz · Lindenau · Lindenthal · Lößnig · Lützschena · Marienbrunn · Meusdorf · Miltitz · Mockau · Möckern · Mölkau · Neuschönefeld · Neustadt · Neutzsch · Paunsdorf · Plagwitz · Plaußig · Plösen · Portitz · Probstheida · Quasnitz · Rehbach · Reudnitz · Rückmarsdorf · Schleußig · Schönau · Schönefeld · Seehausen · Sellerhausen · Sommerfeld · Stahmeln · Stötteritz · Stünz · Südvorstadt · Thekla · Thonberg · Volkmarsdorf · Wahren · Wiederitzsch · Windorf · Zuckelhausen · Zweinaundorf